# Evangelische Stadtkirche (Altensteig)

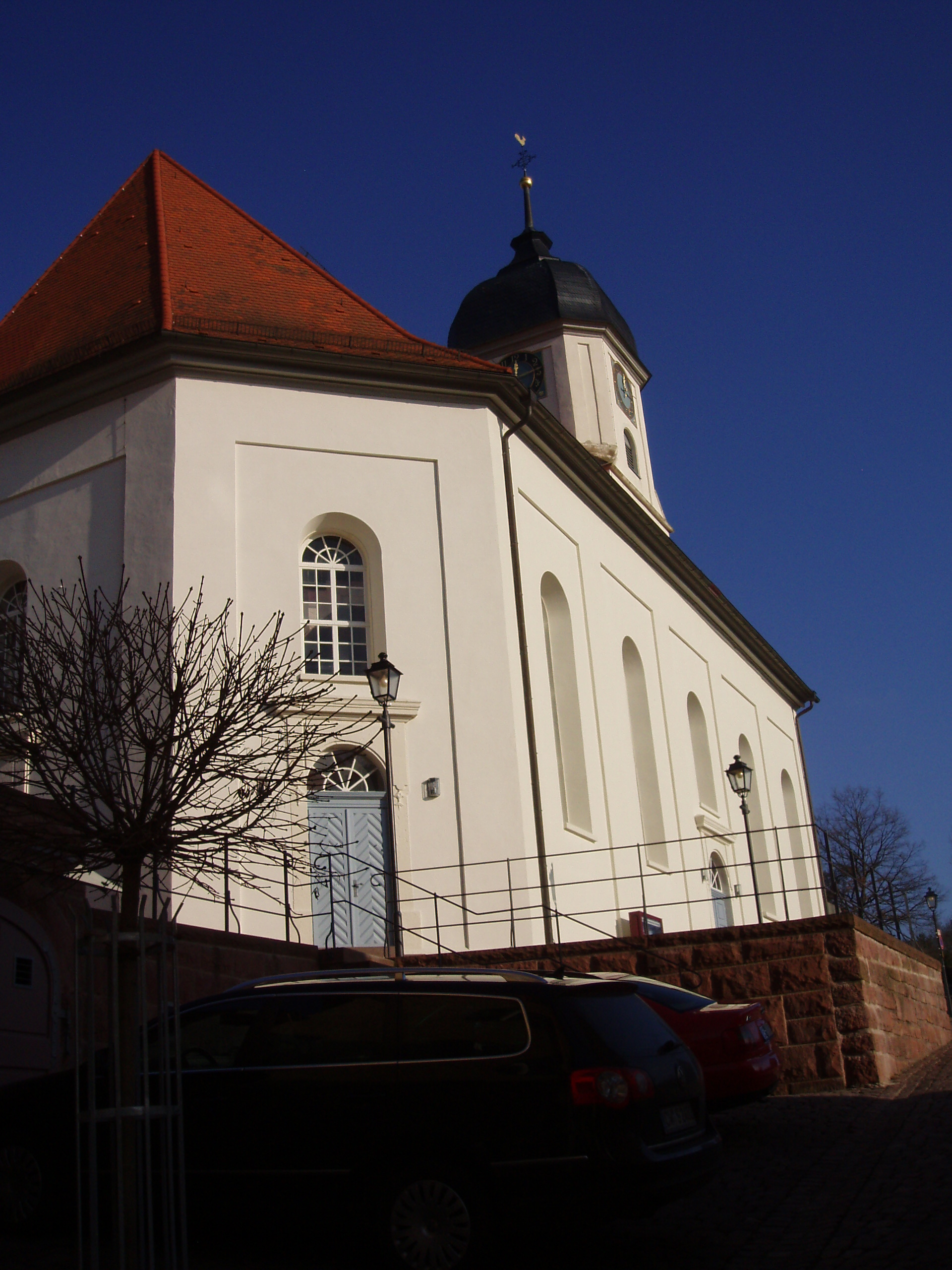
Evangelische Stadtkirche in Altensteig

Die Evangelische Stadtkirche in Altensteig, einer Stadt im Landkreis Calw in Baden-Württemberg, wurde von 1773 bis 1775 nach Plänen des Kirchenrats-Baumeisters Wilhelm Friedrich Goez aus Ludwigsburg errichtet. Die Ausführung erfolgte durch den Werkmeister Georg Christoph Reich aus Nagold. Die am östlichen Rand der Oberstadt errichtete Kirche hat einen hohen dokumentarischen Wert für die Stadtgeschichte Altensteigs. Ihr mächtiger Baukörper und der Turm prägen die Stadtsilhouette in höchstem Maße. Sie ist der Mittelpunkt der Evangelischen Kirchengemeinde Altensteig im Kirchenbezirk Calw-Nagold der Evangelischen Landeskirche in Württemberg.

## Baugeschichte
Altensteig gehörte bis 1570 zur Pfarrei Altensteigdorf, hatte aber an den mittelalterlich-romanischen Kapellen St. Anna (abgängig), St. Leonhard (Reste vorhanden) und St. Nikolaus bis zur Reformation unselbstständige Kaplaneien, deren Kaplane und Priester ein gemeinsames geistliches Leben in der Altensteiger Marienbruderschaft führten. Die Stadt Altensteig wurde unter der Markgrafschaft Baden-Durlach im Jahre 1556, 500 Jahre nach ihrer ersten urkundlichen Erwähnung, endgültig evangelisch. Die Kaplanei wurde zum Diakonat. 1570 wurde die spätgotisch veränderte Nikolauskapelle zur Pfarrkirche für die Stadt erhoben. Mit dem Anwachsen der Einwohnerschaft (1570: 200, 1768: 1050) wurde die Nikolauskirche zu klein und zudem baufällig. Wegen Platzmangels innerhalb der Stadtmauer wurde außerhalb die neue Stadtkirche von 1773 bis 1775 nach Plänen des Kirchenrats-Baumeisters Wilhelm Friedrich Goez (Ausführung: der Nagolder Bau- und Werkmeister Georg Christoph Reich) mit Doppelemporen für mehr als 800 Personen errichtet und die alte Nikolauskirche bis 1869 abgebrochen. Einige Gegenstände daraus fanden Verwendung.

## Ausstattung

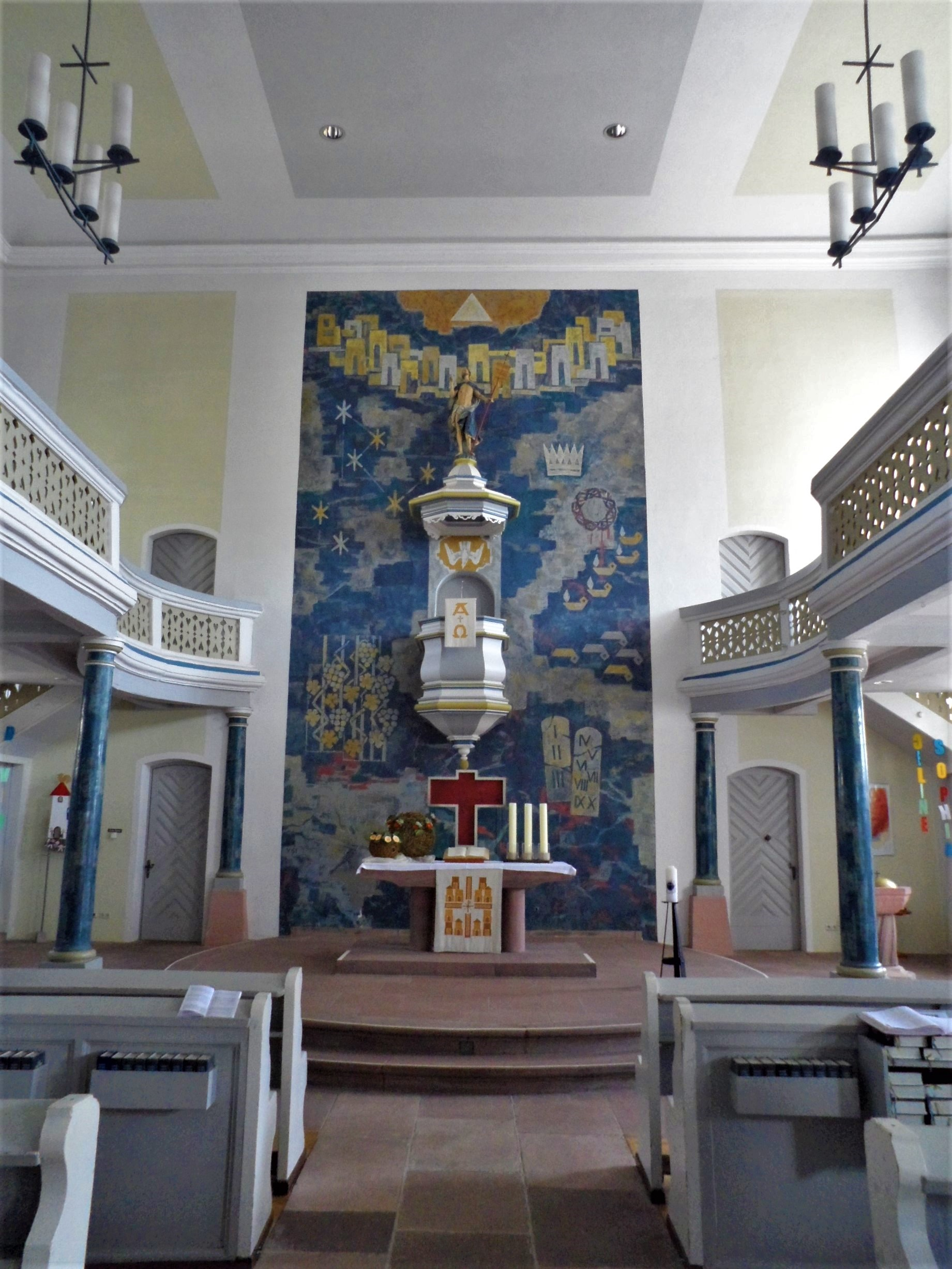
Innenansicht mit Blick auf Altar und Kanzel

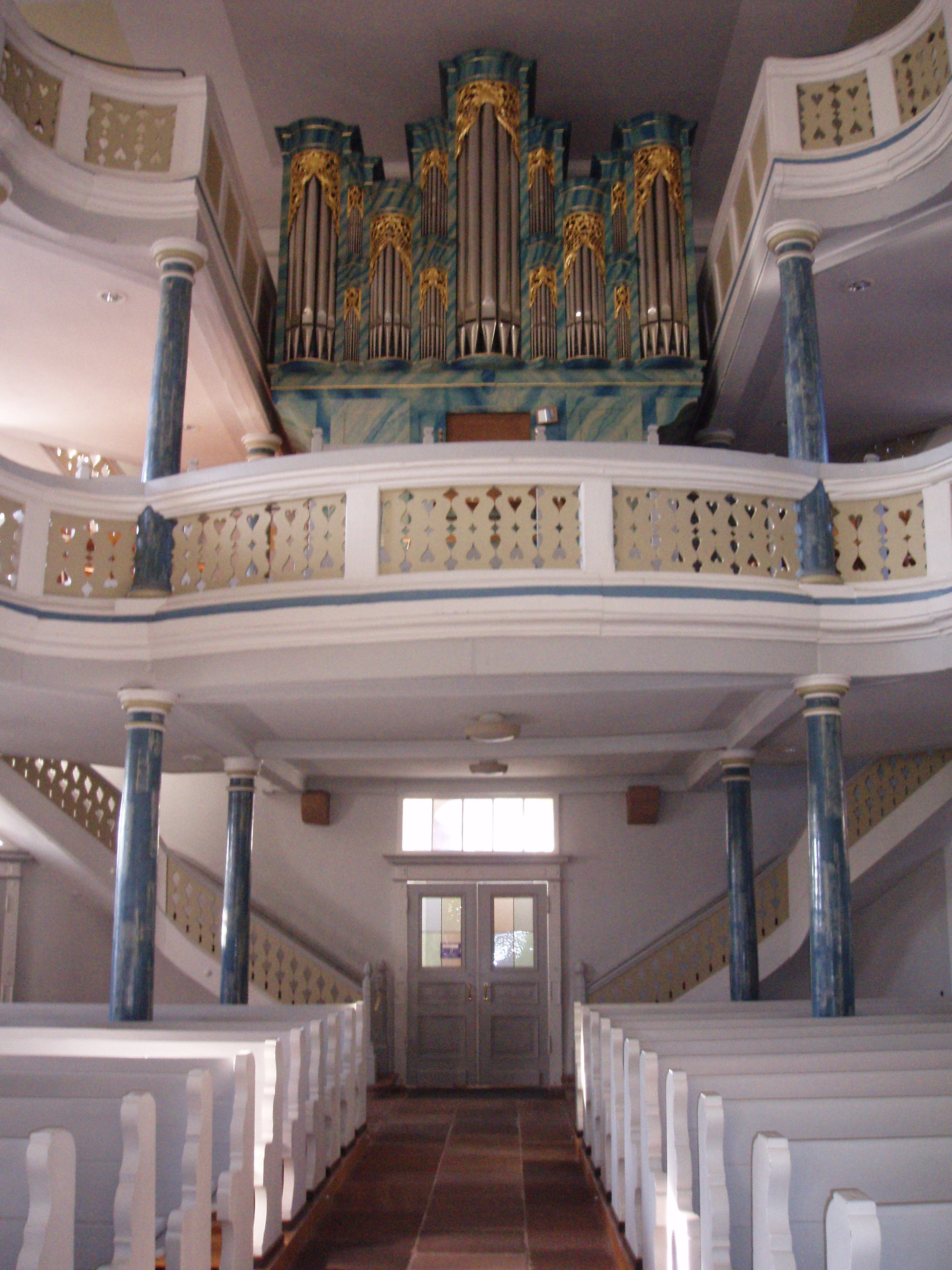
Innenansicht mit Blick zur Orgel-Empore

Der längsrechteckige barocke Predigtkirche (Außenmaße 29,4 × 16,9 Meter) mit Dreiachtelschluss im Westen und einem 48 Meter hohen Kirchturm mit welscher Haube an der Ostseite besitzt eine Fassade, die durch Rundbogenfenster in Blendrahmenfeldern gegliedert wird.
Der Innenraum mit einer zweistöckigen Empore, mit Kanzel und Altar an der Ostseite, besitzt eine Orgel von Johannes Rohlf von 2002 in einem Gehäuse von Weinmar aus der Erbauungszeit.
Die Mittelstellung der Kanzel betont die zentrale Bedeutung der Verkündigung des Wortes Gottes, die Orgel als Gegenüber der Wortverkündigung betont den geistlichen Charakter der Musik. 2 × 12 Emporensäulen symbolisieren die Ergänzung des Alten Bundes (12 Stämme Israels) durch den Neuen. Über allem steht auf dem Kanzel-Schalldeckel der auferstandene Jesus Christus. Der damalige Neubau vor den Mauern der Stadt symbolisiert das erwartete himmlische Jerusalem, ein Motiv, das Professor Rudolf Yelin d. J. im Rahmen seiner künstlerischen Gesamtkonzeption bei der Kirchenrenovierung 1961 auf seinem Altarwandbild (Ölspachteltechnik) an die Spitze der alt- und neutestamentlichen Bildthemen (Gesetzestafeln, Weinreben, Öllämpchen, Dornen- und Königskrone, Himmlisches Jerusalem) gesetzt hat.